# Chess Assistant
Chess Assistant ist ein Datenbankprogramm zur Speicherung von Schachpartien.

## Geschichte
Es wird von der in Moskau ansässigen Firma Convekta hergestellt und vertrieben. Die erste Version erschien 1990, aktuell ist Version 24. Nach dem Marktführer ChessBase ist Chess Assistant das am weitesten verbreitete kommerzielle Programm dieser Art und wird von Schachspielern in erster Linie zur Eröffnungsvorbereitung genutzt.

## Fähigkeiten
Die Software läuft unter Microsoft Windows, lässt sich aber auch mit Wine unter GNU/Linux nutzen.
Der mit dem Programm ausgelieferte Datenbestand beläuft sich auf etwas über 8,9 Millionen Partien, die nach vielen verschiedenen, frei kombinierbaren Kriterien (Spieler, Ort, Jahr, Eröffnung, Stellung, Materialverteilung etc.) durchsucht werden können. Ein Online-Update der Datenbank ist möglich. Die Speicherung der Partien erfolgt in einem proprietären Datenbankformat, es können aber auch Daten als Portable Game Notation gelesen und exportiert werden. Eröffnungszüge können in einer Baumstruktur mit Angabe von Erfolgswahrscheinlichkeit und Computerbewertungen dargestellt werden.
Zur Analyse von Partien steht das eingebaute Schachprogramm Rybka (aktuell Version 4) zur Verfügung. In früheren Versionen war Shredder ebenfalls enthalten. Stockfish 16 kann per Autodownload ebenfalls genutzt werden.
Weitere Schachprogramme können über eine UCI-Schnittstelle vom Benutzer selbst eingebunden werden. Mit Chess Assistant können auch Endspieldatenbanken genutzt werden, außerdem kann eine Verbindung zum Schachserver ChessOK Playing Zone hergestellt werden, um online Partien zu spielen oder zu beobachten.